# Косан
Косан (фр. Caussens) насеље је и општина у јужној Француској у региону Миди Пирене, у департману Жерс која припада префектури Кондом.
По подацима из 2011. године у општини је живело 590 становника, а густина насељености је износила 44,46 становника/km². Општина се простире на површини од 13,27 km². Налази се на средњој надморској висини од 200 метара (максималној 205 m, а минималној 102 m).

## Демографија
| 1962. | 1968. | 1975. | 1982. | 1990. | 1999. | 2011. |
| ----- | ----- | ----- | ----- | ----- | ----- | ----- |
| 503   | 507   | 469   | 504   | 557   | 549   | 590   |

График промене броја становника у току последњих година